# スパニッシュ・ハーレム

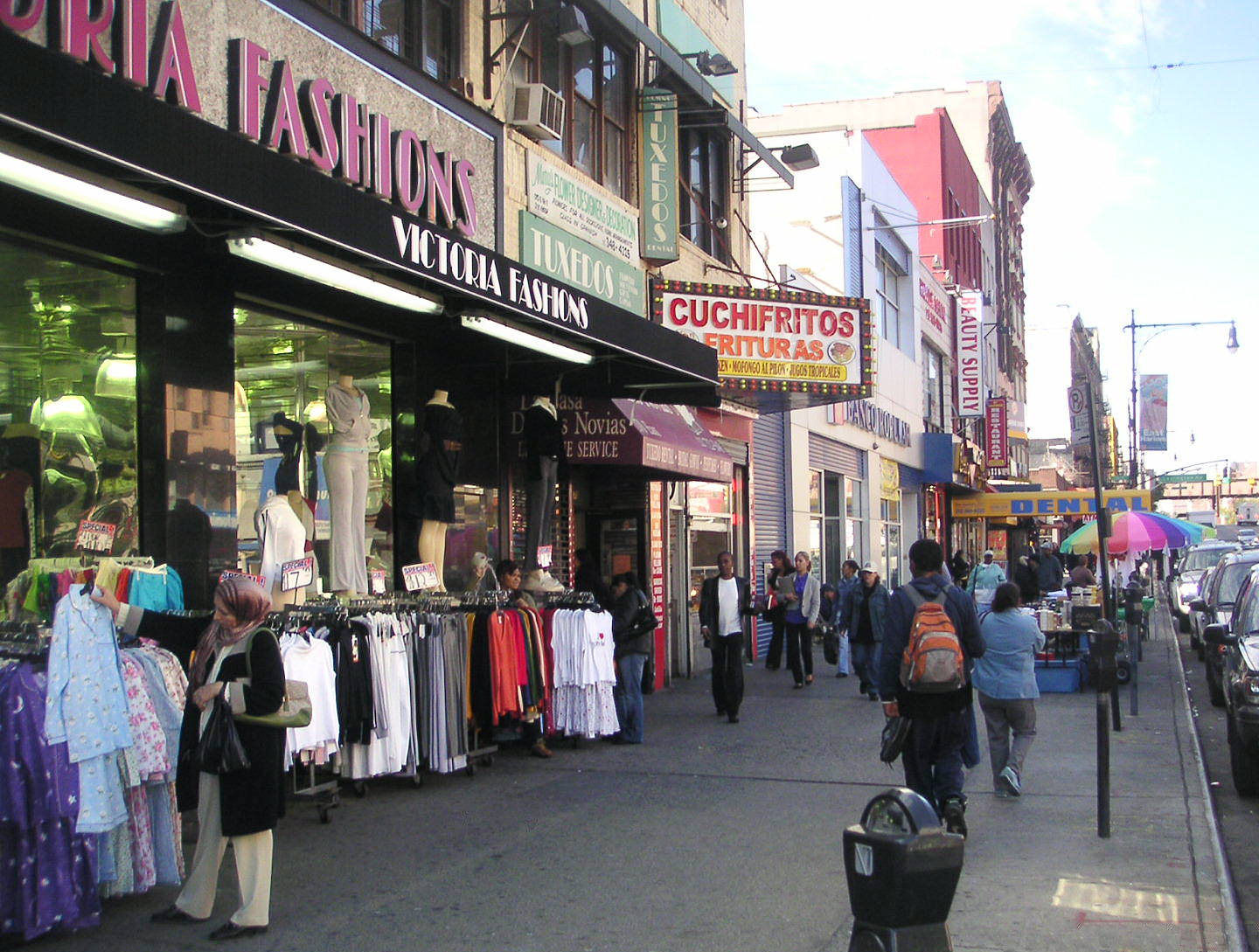
116丁目

スパニッシュ・ハーレム （Spanish Harlem）は、アメリカ合衆国ニューヨーク市マンハッタン区のイースト・ハーレム地区に属する地域の名称である。ニューヨークで最大のラティーノ（ヒスパニックを含む中南米系の住民）・コミュニティーのひとつとなっている。
マンハッタン北東部に位置し、具体的には、南北を東96丁目から東125丁目、東西をメトロノース鉄道の高架橋からイースト川（イースト・リバー）までの地域を指す。
19世紀初頭には、南イタリアやシシリア系の住民が多くを占め、ニューヨークにおけるイタリア系アメリカ人社会の中心地として「イタリアン・ハーレム (Italian Harlem)」と呼ばれたこともあったが、1950年代までにはプエルトリコ系の住民が多数派となり、現在ではイタリア系住民の人口はごく僅かである。
南に隣接するのは、マンハッタンでも屈指の高級住宅地であるアッパー・イースト・サイド地区である。その境界となる東96丁目の南北において、両地区は全く対称的な様相を呈していた。しかし21世紀に入り、新しいマンションなどが建つようになり、家賃は上昇している。こうして、このエリアの高級化が進行しつつある。